# Dam, Amsterdam

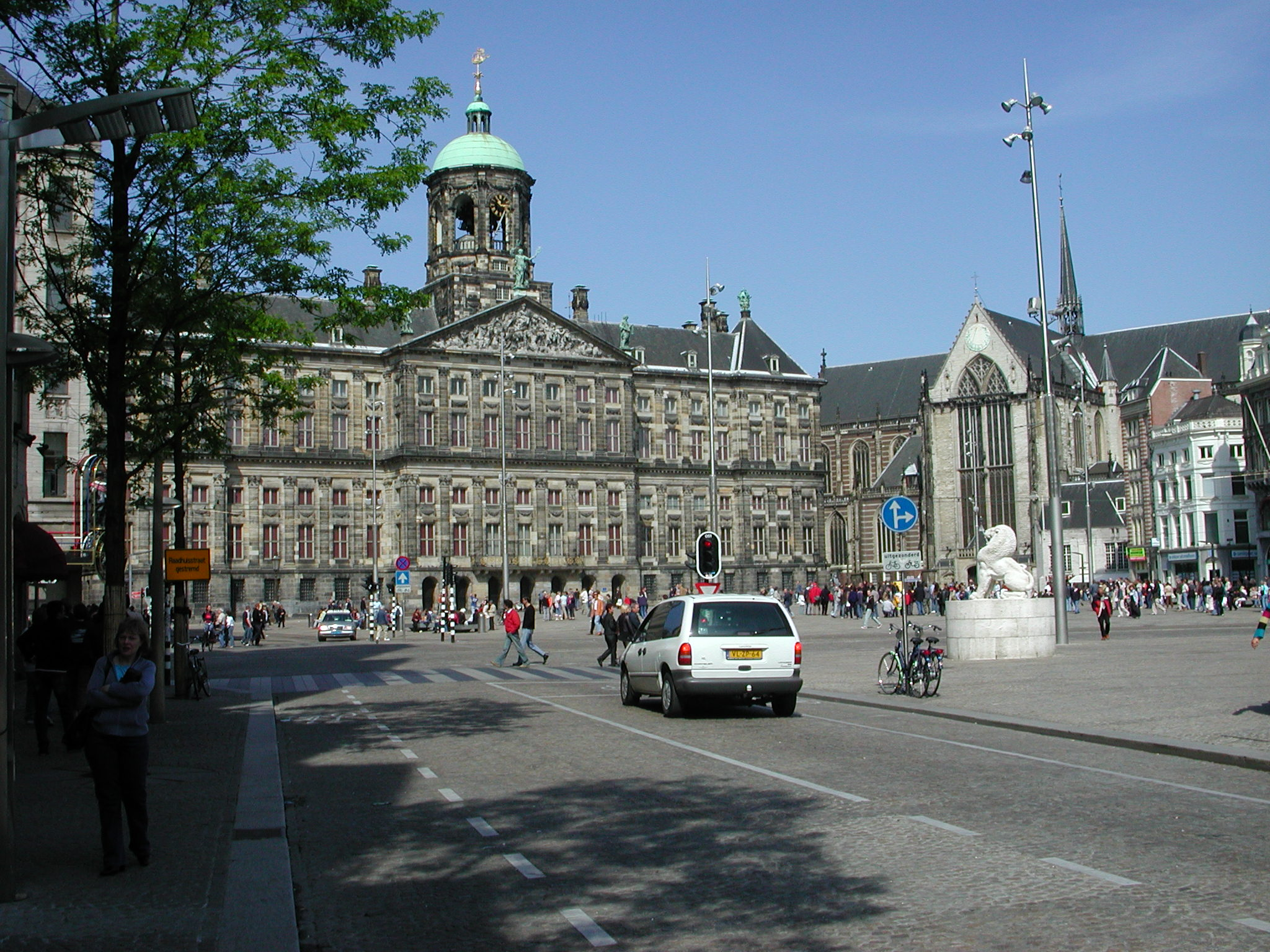
De Dam år 2005 med kungliga palatset och Nieuwe Kerk (Nya Kyrkan)

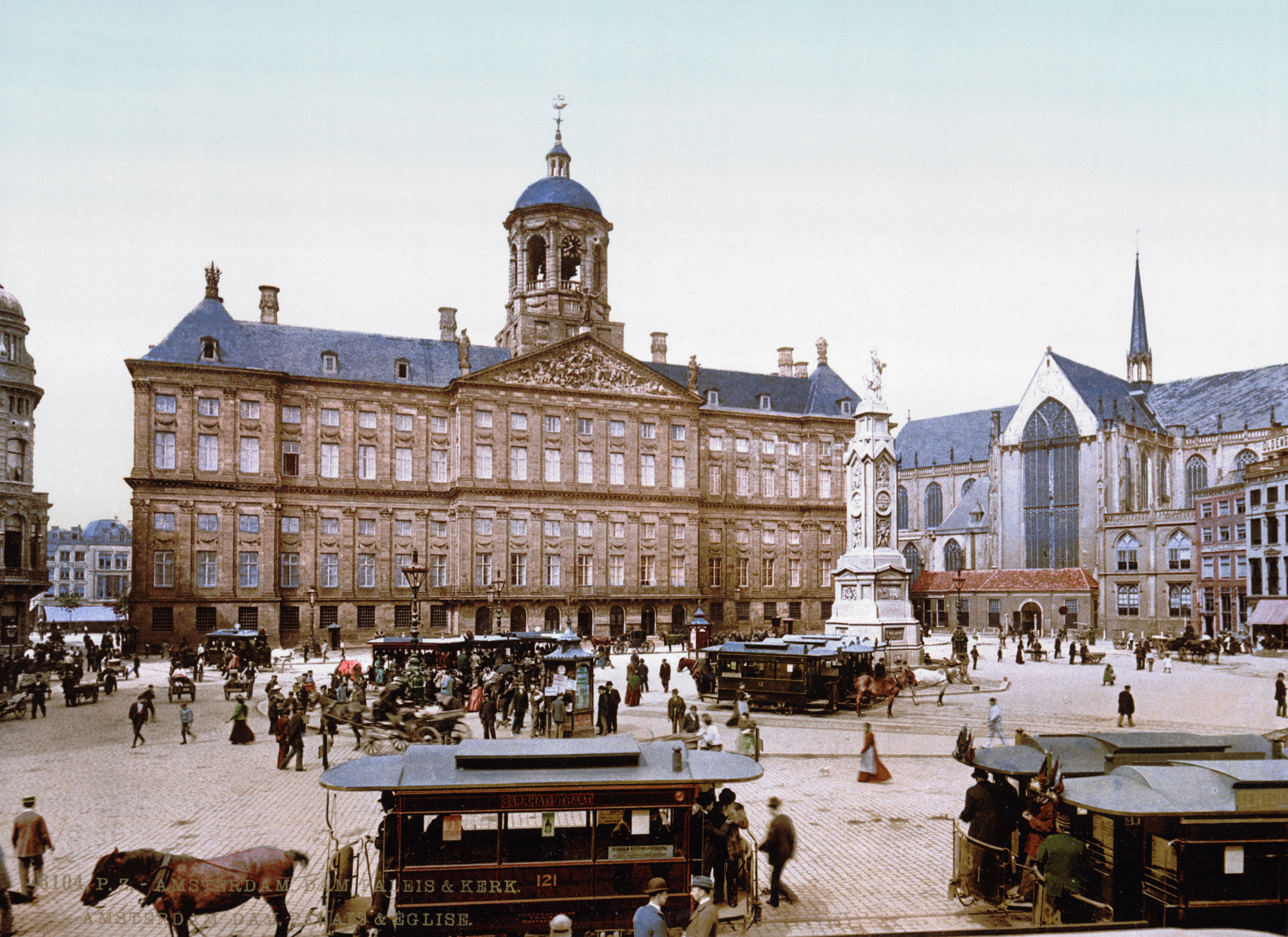
De Dam runt 1900

De Dam är det mest kända torget i Amsterdam i Nederländerna, och ligger i centrum. På torget finns ett stort kungligt palats och monument över de som dödades i andra världskriget. De Dam är 100 meter bred och 200 meter lång, och därmed en av största torgen av Europa. 
Kungliga Palatset byggdes 1648–55 som stadshus åt Amsterdam, och var då världens största sekulära byggnad. Byggnaden är ritad av arkitekten Jacob van Campen i stilen "holländsk klassicism". Sedan 1808 används byggnaden som kungligt palats.